# Асеева, Татьяна Александровна
Татьяна Александровна Асеева (род. 21 января 1959, Владивосток) — российский учёный-почвовед, специалист в области   растениеводства, плодородия почв и технологии использования удобрений, доктор сельскохозяйственных наук (2009), профессор (2012), член-корреспондент РАН (2019). Директор Дальневосточного научно-исследовательского института сельского хозяйства (ДВ НИИСХ) ФГБУН Хабаровского федерального исследовательского центра Дальневосточного отделения Российской академии наук.

## Биография
Родилась 21 января 1959 года в городе Владивостоке
В 1982 году после окончания Дальневосточного государственного университета по специальности «почвоведение» была оставлена в нём в качестве научного сотрудника.
В 1995 году защитила кандидатскую диссертацию по теме: «Продуктивность яровой пшеницы в зависимости от погодных условий и плодородия тяжелосуглинистых почв Среднего Приамурья». В 2009 году защитила  докторскую диссертацию по теме: «Агроэкологические основы формирования урожайности зерновых культур и сои в условиях Среднего Приамурья».
С 1982 года — старший научный сотрудник, с 1991 года — заведующая Лабораторией плодородия почв и технологии использования удобрений, с 1996 по 2011 год — заместитель директора по научной работе, с 2012 года — директор и одновременно с 2018 года — главный научный сотрудник Дальневосточного НИИ сельского хозяйства, под руководством Т. А. Асеевой активизировалось международное научное сотрудничество в растениеводстве. В 2017 году открылся Научно-исследовательский сельскохозяйственный центр Академии сельскохозяйственных наук провинции Цзилинь, КНР и Дальневосточного научно-исследовательского института сельского хозяйства.
С 2012 года профессор кафедры геодезии и землеустройства Тихоокеанского государственного университета, читает курс лекций по  почвоведению.
С 2003 года является членом диссертационного совета при  ДГУ, членом Научно-технических советов во ВНИИ земледелия и защиты почв от эрозии и ВНИИ органических удобрений и торфа, членом коллегии при Министерстве сельского хозяйства и продовольствия Хабаровского края. Т. А. Асеева — член редколлегии журнала «Дальневосточный аграрный Вестник»,  член Президиума ФГБНУ Дальневосточный региональный аграрный научный центр.
14 ноября 2019 года она была избрана членом-корреспондентом РАН, член Дальневосточное отделение РАН, член Отделения сельскохозяйственных наук РАН по Секции растениеводства, защиты и биотехнологии растений.

## Научные достижения
- исследованы механизмы формирования адаптивных качеств культур и сортов зерновых культур и сои в неблагоприятных почвенно-климатических условиях Дальнего Востока;
- разработана формула расчета адаптивного потенциала сортов по урожайности и стабильности в изменяющихся условиях окружающей среды;
- выявлены закономерности формирования урожайности и ее структурных компонентов в зависимости от гидротермических и почвенных условий;
- создано новое научное направление в растениеводстве Дальнего Востока – увеличение урожайности зерновых культур и сои за счет подбора сортов с высоким потенциалом продуктивности и экологической устойчивости;
- разработаны инновационные технологии возделывания новых сортов зерновых культур и сои в севооборотах на основе совершенствования структуры посевов и рационального комплексного использования средств химизации, обеспечивающих в неблагоприятных условиях окружающей среды реализацию продуктивных качеств сорта не менее чем на 50 % от потенциальной продуктивности и в оптимальных условиях – не менее 80 %.

## Награды
- Почётная грамота Российской академии наук (17 января 2019) — за многолетний плодотворный труд на благо российской науки, практический вклад в обеспечение фундаментальных и прикладных исследований, проводимых в федеральном государственном бюджетном учреждении «Дальневосточное отделение Российской академии наук» и в связи с юбилеем
- Почётная грамота Российской академии наук (18 января 2024)— за многолетний плодотворный труд, большой вклад в развитие российской науки, высокий профессионализм, ответственное отношение к работе и в связи с 300-летием Российской академиик наук
- Почётная грамота Российской академии наук (23 января 2024)— за многолетний плодотворный труд, значительный вклад в развитие сельскохозяйственной науки и в связи с юбилеем